# Хакимов, Искандер Камронович
Исканде́р Камро́нович Хаки́мов (род. 5 марта 1964 года, Москва) — российский медиаменеджер, телевизионный продюсер, журналист, телеведущий. Член Академии Российского телевидения (с 2007 года).

## Биография
Родился 5 марта 1964 года в Москве в семье литературного критика и переводчика Камрона Хакимова. В 1986 году окончил сценарно-киноведческий факультет (учебно-творческая мастерская Н. Тумановой) Всесоюзного государственного института кинематографии им. С. А. Герасимова (ВГИК).
Во время учёбы во ВГИКе сотрудничал с «Литературной газетой», журналом «Советский экран».
С 1987 по 1988 год — инспектор по репертуару дирекции кинотеатров Ленинградского района г. Москвы Управления кинофикации и кинопроката Мосгорисполкома.
В 1989 году перешёл на Центральную киностудию детских и юношеских фильмов им. М. Горького на должность редактора в киноэпопею «XX век» (художественные руководители Л. Кулиджанов, позднее В. Лисакович).
В 1991 году перешёл на должность заместителя директора Творческого объединения «Зодиак» (художественный руководитель И. Туманян). Принимал участие в создании художественных фильмов «Танк „Клим Ворошилов-2“» (реж. И. Шешуков), «Любовь» (реж. В. Тодоровский).
В 1998 году начал сотрудничество с независимой частной телекомпанией «Авторское телевидение» (АТВ). Был шеф-редактором программ «Времечко» (ТВЦ), «Акуна матата» (РТР), «Аллё, народ!» (ТВ-6), «ХОРОШО, БЫков» (ТВЦ). В 1999 году непродолжительное время был ведущим программы «Времечко».
В 2001 году перешёл на телеканал НТВ, став одним из создателей и художественным руководителем дневного ток-шоу «Принцип домино». В 2003 году в позиции линейного продюсера принимал участие в создании программы «Страна советов» и российской адаптации телеигры Fear Factor «Фактор страха».
В 2003 году вошёл в штат ФГУП «ВГТРК», став Заместителем генерального продюсера — руководителем службы цикловых и тематических программ телеканала «Россия». В 2013 году занял должность Заместителя генерального директора — директора по закупкам телевизионного контента. В разные годы запустил и курировал ряд цикловых и тематических программ, игровых и ток-шоу, таких как «Мусульмане», «Военная программа», «Вся Россия», «Мой серебряный шар», «Форт Боярд», «Частная жизнь», «Танцы со звёздами», «Танцы на льду», «Феномен», «50 блондинок», «Кто хочет стать Максимом Галкиным?», «О самом главном», «Девчата», «Стиляги-шоу», «С новым домом!», «Погоня», «Битва хоров», «Большие танцы» и других. Также принимал участие в запуске телесериалов «Кулагин и партнёры» и «Особый случай». Курировал запуск детско-юношеского канала «Бибигон» (позднее — телеканал «Карусель»). При содействии Искандера Хакимова вышли в эфир анимационные сериалы «Смешарики», «Маша и Медведь», «Барбоскины», «Фиксики», «Белка и Стрелка. Озорная семейка», премьеры которых состоялись в программе «Спокойной ночи, малыши!».
В 2014 году перешёл в группу компаний «Красный квадрат» на должность заместителя генерального директора. Принимал участие в создании телевизионных шоу «Главная сцена», «Синяя птица» и «Танцы со звёздами» для канала «Россия-1».
С 2016 по 2017 год — заместитель директора по производству полнометражных фильмов и сериалов киностудии «Союзмультфильм».
С 2017 по 2018 год — продюсер веб-сериалов компании «Базелевс».
С 2018 года — креативный директор студии «Изюм», входящей в группу компаний «Красный квадрат». Занимается разработкой проектов для интернет-платформ.

## Награды и премии
- Медаль ордена «За заслуги перед Отечеством» II степени (5 мая 2011) — «за большой вклад в развитие отечественного кинематографического искусства и многолетнюю творческую деятельность»[17]
- Медаль «За духовное единение» (12 февраля 2007) — «за большой вклад в дело распространения исламских духовных и культурных традиций, пропаганду и воспитание российских граждан в духе межрелигиозной и межнациональной терпимости, братства и уважения между народами многонациональной России»[7]
- Медаль «За отличие в воинской службе» II степени (1987)
- Юбилейная медаль «70 лет Вооружённых Сил СССР» (1988)